# Kusch-ügy
A Kusch-ügy egy bírósági per volt a náci Németországban, amelynek végén Oskar Heinz Kusch tengeralattjáró-parancsnokot zendülés és gyávaság miatt halálra ítélték és kivégezték. A parancsnok nevét 1996-ban tisztázták.

## Az ügy
Oskar Heinz Kusch az U–154 parancsnoka volt 1943. február 8. és 1944. január 21. között. A búvárhajóval két harci küldetést teljesített az Atlanti-óceán déli részén. Három hajót (23 000 regisztertonna) süllyesztett el. Hatékony, hozzáértő, jóképű, atletikus, néha túlságosan szókimondó tiszt volt, akit szerettek az emberei.
Első tisztje, a jogi végzettségű Ulrich Abel elégedetlen volt az első útjuk után parancsnokától kapott jellemzéssel, ugyanis Kusch alkalmatlannak tartotta őt a kapitányi posztra. Ez feldühítette Abelt, aki más tisztekkel konspirálni kezdett parancsnokuk ellen. 1943. december 24-én, azután, hogy a tengeralattjáró visszatért második küldetéséről, Oskar Heinz Kusch valamennyivel jobb jellemzést adott Abelről, de még ebben is merevnek, átlagos tehetségűnek, elfogultnak és makacsnak nevezte, de úgy vélte, alkalmas arra, hogy részt vegyen a parancsnoki kiképzésen.
Oskar Heinz Kusch jellemzése tovább dühítette Abelt, aki január 12-én hivatalosan is panaszt tett kapitánya ellen zendülés miatt. Ezt január 25-én újabb beadvány követte, amelyben gyávasággal vádolta meg. A 11 politikailag motivált vádpont között szerepelt, hogy Kusch áttetette Adolf Hitler portréját az U–154 tiszti étkezdéjéből egy másik, kevésbé szembetűnő helyre. A kapitányt január 26-án hadbíróság elé állították, és annak ellenére, hogy az ügyész tíz év börtönbüntetést kért golyó általi halálra ítélték. Az alig 26 éves Oskar Heinz Kusch-t 1944. május 12-én végezték ki Kielben.
Oskar Heinz Kusch ügyét 1996-ban felülvizsgálták, a kapitányt rehabilitálták, és a náci rendszer áldozatának nyilvánították. Abel nem érte meg Kusch kivégzését, ugyanis első kapitányi útjának második napján eltűnt az U–193-mal együtt.